# Conophis vittatus
Espèce
Synonymes
- Conophis sumichrastii viduus Cope, 1876
- Conophis viduus Cope, 1876
- Conophis vittatus viduus Cope, 1876

Statut de conservation UICN

 LC  : Préoccupation mineure
Conophis vittatus est une espèce de serpents de la famille des Dipsadidae.

## Répartition
Cette espèce est endémique du Mexique. Elle se rencontre jusqu'à 1 000 m d'altitude.

## Publications originales
- Peters, 1860 : Drei neue Schlangen des k. zoologischen Museums aus America und Bemerkungen über die generelle Unterscheidung von anderen bereits bekannten Arten. Monatsberichte der Königlichen Preussischen Akademie der Wissenschaften zu Berlin, vol. 1860, p. 517-521 (texte intégral).
- Cope, 1876 "1875" : On the Batrachia and Reptilia of Costa Rica : With notes on the herpetology and ichthyology of Nicaragua and Peru. Journal of the Academy of Natural Sciences of Philadelphia, sér. 2, vol. 8, p. 93–154 (texte intégral).